# Relações entre Iraque e Vietnã
As relações entre Iraque e Vietnã referem-se às relações bilaterais entre as duas nações.

## História

### Sob o comando de Saddam Hussein
Sob o comando de Saddam Hussein, as relações do Iraque com o Vietnã do Norte e, mais tarde, com o Vietnã comunista unificado eram fortes, com o Iraque fornecendo assistência e empréstimos ao Vietnã (milhões de toneladas de petróleo para o Vietnã do Norte e o Vietnã do Sul). Saddam Hussein tinha uma longa afeição pelo Vietnã e admirava a determinação do povo vietnamita. Em 1971, a delegação vietnamita recebeu calorosas boas-vindas do governo iraquiano.
Saddam Hussein não exigiu nenhum pagamento do Vietnã pela assistência do Iraque e até mesmo apagou todas as dívidas do Vietnã quando o vice-presidente vietnamita Nguyễn Thị Bình visitou o Iraque em 2002. Embora Saddam Hussein tenha sido derrubado em 2003 após a invasão americana do Iraque, isso ainda é honrado pelos líderes iraquianos posteriores.

### Período após a queda de Saddam Hussein
Após a invasão em 2003, os funcionários da embaixada vietnamita foram evacuados do Iraque para a Jordânia. De acordo com as memórias de Nguyễn Quang Khai, ex-embaixador vietnamita no Iraque e fluente no idioma árabe, a embaixada vietnamita foi uma das poucas embaixadas estrangeiras que permaneceram intactas devido à proteção dos habitantes locais, embora tenha sofrido alguns danos. Descobriu-se também que a nova liderança iraquiana tratou a delegação vietnamita de forma mais branda em comparação com outras equipes estrangeiras no Iraque, apesar de ter perdido três homens de um total de 13 funcionários em sua jornada da Jordânia para o Iraque. O governo vietnamita criticou a decisão de iniciar uma guerra contra o Iraque liderada pelos Estados Unidos.
Em 2018, o Vietnã e o Iraque comemoraram 50 anos de relacionamento. O Vietnã, nos últimos anos, forneceu ajuda significativa ao Iraque em sua reconstrução pós-guerra como uma dívida do apoio passado do Iraque.